# Języki atapaskańskie wybrzeża Oceanu Spokojnego
Języki atapaskańskie wybrzeża Oceanu Spokojnego (języki atabaskańskie wybrzeża Pacyfiku) – podrodzina atapaskańskich języków Indian Ameryki Północnej. 

## Podział
- Języki kalifornijskie
  - Język hupa
  - Języki mattole-wailaki
    - Język kato
    - Język mattole
    - Język wailaki
- Języki oregońskie
  - Języki tolowa-galice
    - Język chetco
    - Język coquille
    - Język galice
    - Język tolowa
    - Język tututni